# تالغزة (سيدي عبد الله الخياط)
تالغزة هي إحدى مشيخات المملكة المغربية، تتبع جغرافيا لعمالة مكناس وإداريًا لسيدي عبد الله الخياط. يقدر عدد سكانها بـ 6957 نسمة حسب الإحصاء الرسمي للسكان والسكنى لسنة 2004.